# Радиоизотопный термоэлектрический генератор
РИТЭ́Г (радиоизотопный термоэлектрический генератор) — радиоизотопный источник электроэнергии, использующий тепловую энергию, выделяющуюся при естественном распаде радиоактивных изотопов и преобразующий её в электроэнергию с помощью термоэлектрогенератора.
По сравнению с ядерными реакторами, использующими цепную реакцию, РИТЭГ значительно меньше и проще конструктивно. Выходная мощность РИТЭГа весьма невелика (до нескольких сотен ватт) при небольшом КПД. Зато в таком генераторе нет движущихся частей. Он не требует обслуживания на протяжении всего срока службы, который может исчисляться десятилетиями.

## Применение
РИТЭГи применимы как источники энергии для автономных систем, удалённых от традиционных источников электроснабжения и нуждающихся в нескольких десятках-сотнях ватт при очень длительном времени работы, слишком долгом для топливных элементов или аккумуляторов.

### В космосе
РИТЭГи являются основным источником электропитания на космических аппаратах, выполняющих продолжительное задание и сильно удаляющихся от Солнца (например, «Вояджер-2» или «Кассини-Гюйгенс»), где использование солнечных батарей неэффективно или невозможно.
Плутоний-238 в 2006 г. при запуске зонда «Новые горизонты» к Плутону нашёл своё применение в качестве источника питания для аппаратуры космического аппарата. Радиоизотопный генератор содержал 11 кг высокочистого диоксида 238Pu, производящего в среднем 220 Вт электроэнергии на протяжении всего пути (240 Вт в начале пути и, по расчётам, 200 Вт к концу).
Зонды «Галилео» и «Кассини» были также оборудованы источниками энергии, в качестве топлива для которых служил плутоний. Марсоход «Curiosity» получает энергию благодаря плутонию-238. Марсоход использует последнее поколение РИТЭГов, называемое Multi-Mission Radioisotope Thermoelectric Generator. Это устройство производит 125 Вт электрической мощности, а по истечении 14 лет — 100 Вт.
Несколько килограммов 238PuO2 использовались на некоторых полётах «Аполлонов» для электропитания приборов ALSEP. Генератор электроэнергии SNAP-27, тепловая и электрическая мощность которого составляла 1480 Вт и 63,5 Вт соответственно, содержал 3,735 кг диоксида плутония-238.

### На Земле
РИТЭГи применялись в навигационных маяках, радиомаяках, метеостанциях и подобном оборудовании, установленном в местности, где по техническим или экономическим причинам нет возможности воспользоваться другими источниками электропитания. В частности, в СССР их использовали в качестве источников питания навигационного оборудования, установленного на побережье Северного Ледовитого океана вдоль трассы Северного морского пути. В настоящее время[когда?]

, в связи с риском утечки радиации и радиоактивных материалов, практику установки необслуживаемых РИТЭГов в малодоступных местах прекратили.
В США РИТЭГи использовались не только для наземных источников питания, но и для морских буев и подводных установок. Например, в 1988 году СССР обнаружил два американских РИТЭГа рядом с советскими кабелями связи в Охотском море. Точное количество установленных США РИТЭГов неизвестно, оценки независимых организаций указывали 100—150 установок на 1992 год.
Плутоний-236 и плутоний-238 применялся для изготовления атомных электрических батареек, срок службы которых достигает 5 и более лет. Их применяют в генераторах тока, стимулирующих работу сердца (кардиостимулятор). По состоянию на 2003 г. в США было 50—100 человек, имеющих плутониевый кардиостимулятор. До запрета на производство плутония-238 в США, ожидалось, что его применение может распространиться на костюмы водолазов и космонавтов.

## Топливо
Радиоактивные материалы, используемые в РИТЭГах, должны соответствовать следующим характеристикам:
- Достаточно высокая объёмная активность для получения значительного энерговыделения в ограниченном объёме установки. Минимальный объём ограничен тепловой и радиационной стойкостью материалов, слабоактивные изотопы ухудшают энергомассовое совершенство установки. Обычно это значит что период полураспада изотопа должен быть достаточно мал для высокой интенсивности распадов и распад должен давать достаточно много легкоутилизируемой энергии.
- Достаточно длительное время поддержания мощности для выполнения задачи. Обычно это значит, что период полураспада изотопа должен быть достаточно велик для заданной скорости падения энерговыделения. Типичные времена полураспада изотопов, используемых в РИТЭГах, составляют несколько десятилетий, хотя изотопы с коротким периодом полураспада могут быть использованы для специализированных применений.
- Удобный для утилизации энергии вид ионизирующего излучения. Гамма-излучение легко вылетает из конструкции, унося с собой энергию распада. Относительно легко могут улетать также нейтроны. Образующиеся при β-распаде высокоэнергетичные электроны неплохо задерживаются, однако при этом образуется тормозное рентгеновское излучение, уносящее часть энергии. При α-распаде образуются массивные α-частицы, эффективно отдающие свою энергию практически в точке образования.
- Безопасный для окружающей среды и аппаратуры вид ионизирующего излучения. Значительные гамма-, рентгеновское и нейтронное излучения зачастую требуют специальных конструктивных мер по защите персонала и близкорасположенной аппаратуры.
- Относительная дешевизна изотопа и простота его получения в рамках имеющихся ядерных технологий.

Плутоний-238, кюрий-244 и стронций-90 являются чаще всего используемыми изотопами. Другие изотопы, такие как полоний-210, прометий-147, цезий-137, церий-144, рутений-106, кобальт-60, кюрий-242 и изотопы тулия были также изучены. Например, полоний-210 имеет период полураспада всего 138 дней при огромном начальном тепловыделении в 140 Вт на грамм. Америций-241 с периодом полураспада 433 года и тепловыделением 0,1 Вт/грамм.
Плутоний-238 чаще всего применяется в космических аппаратах. Альфа-распад с энергией 5,5 МэВ (один грамм даёт ~0,54 Вт). Период полураспада 88 лет (потеря мощности 0,78 % в год) с образованием высокостабильного изотопа 234U. Плутоний-238 является почти чистым альфа-излучателем, что делает его одним из самых безопасных радиоактивных изотопов с минимальными требованиями к биологической защите. Однако получение относительно чистого 238-го изотопа требует эксплуатации специальных реакторов, что делает его дорогим.
Стронций-90 широко применялся в наземных РИТЭГах советского и американского производства. Цепочка из двух β-распадов даёт суммарную энергию 2,8 МэВ (один грамм дает ~0,46 Вт). Период полураспада 29 лет с образованием стабильного 90Zr. Стронций-90 получают из отработавшего топлива ядерных реакторов в больших количествах. Дешевизна и обилие этого изотопа определяет его широкое использование в наземном оборудовании. В отличие от плутония-238, стронций-90 создаёт значительный уровень ионизирующего излучения высокой проницаемости, что предъявляет относительно высокие требования к биологической защите.
Существует концепция подкритических РИТЭГов. Подкритический генератор состоит из источника нейтронов и делящегося вещества. Нейтроны источника захватываются ядрами делящегося вещества и вызывают их деление. Основное преимущество такого генератора в том, что энергия, выделяемая при реакции деления, гораздо выше энергии альфа-распада. Например, для плутония-238 это примерно 200 МэВ против 5,6 МэВ, выделяемых этим нуклидом при альфа-распаде. Соответственно, необходимое количество вещества гораздо ниже. Количество распадов и радиационная активность в пересчёте на тепловыделение также ниже. Это снижает вес и размеры генератора.

## Наземные РИТЭГ в России
Во времена СССР было изготовлено 1007 РИТЭГов для наземной эксплуатации. Почти все они делались на базе радиоактивного тепловыделяющего элемента с изотопом стронций-90 (РИТ-90). Тепловыделяющий элемент представляет собой прочную герметичную сварную капсулу, внутри которой находится изотоп. Выпускалось несколько вариантов РИТ-90 с разным количеством изотопа. РИТЭГ оснащался одной или несколькими капсулами РИТ, радиационной защитой (зачастую на основе обеднённого урана), термоэлектрическим генератором, радиатором охлаждения, герметичным корпусом, электроцепями. Типы выпускавшихся в Советском Союзе РИТЭГов:
| Тип      | Начальная активность, кКи | Тепловая мощность, Вт | Электрическая мощность, Вт | КПД, % | Масса, кг | Год начала выпуска |
| -------- | ------------------------- | --------------------- | -------------------------- | ------ | --------- | ------------------ |
| Эфир-МА  | 104                       | 720                   | 30                         | 4,167  | 1250      | 1976               |
| ИЭУ-1    | 465                       | 2200                  | 80                         | 3,64   | 2500      | 1976               |
| ИЭУ-2    | 100                       | 580                   | 14                         | 2,41   | 600       | 1977               |
| Бета-М   | 36                        | 230                   | 10                         | 4,35   | 560       | 1978               |
| Гонг     | 47                        | 315                   | 18                         | 5,714  | 600       | 1983               |
| Горн     | 185                       | 1100                  | 60                         | 5,455  | 1050      | 1983               |
| ИЭУ-2М   | 116                       | 690                   | 20                         | 2,899  | 600       | 1985               |
| Сеностав | 288                       | 1870                  | -                          | -      | 1250      | 1989               |
| ИЭУ-1М   | 340                       | 2200                  | 120                        | 5,455  | 2100      | 1990               |

Срок службы установок может составлять 10—30 лет, у большинства из них он закончился. РИТЭГ представляет собой потенциальную опасность, так как размещается в безлюдной местности и может быть похищен, а затем использован в качестве грязной бомбы. Были зафиксированы случаи разукомплектации РИТЭГов охотниками за цветными металлами, при этом сами похитители получили смертельную дозу облучения.
В настоящее время[когда?]

 проходит процесс их демонтажа и утилизации под надзором Международного агентства по атомной энергии и при финансировании США, Норвегии и других стран. К началу 2011 года демонтировано 539 РИТЭГ. По состоянию на 2012 год 72 РИТЭГ эксплуатируются, 2 утеряны, 222 на хранении, 32 в процессе утилизации. Четыре установки эксплуатировались в Антарктиде.
Новые РИТЭГи для навигационных нужд больше не производятся, вместо них устанавливаются ветроэнергетические установки и фотоэлектрические преобразователи, в некоторых случаях дизель‑генераторы. Эти устройства получили название АИП (альтернативные источники питания). Состоят из панели солнечных батарей (или ветрогенератора), набора необслуживаемых аккумуляторных батарей, светодиодного маяка (кругового или створного), программируемого электронного блока, который задает алгоритм работы маяка.

### Требования к конструкции РИТЭГ
В СССР требования к РИТЭГ устанавливались ГОСТ 18696-90 «Генераторы радионуклидные термоэлектрические. Типы и общие технические требования». и ГОСТ 20250-83 «Генераторы радионуклидные термоэлектрические. Правила приёмки и методы испытаний».
- Мощность эквивалентной дозы ионизирующего излучения на внешней поверхности РИТЭГ не должна превышать 2,0 мЗв/ч, а на расстоянии 1 м от неё — 0,1 мЗв/ч.
- Конструкция РИТЭГ должна обеспечивать отсутствие выхода из него радионуклидов и сохранение защитных характеристик радиационной защиты при падении РИТЭГ на твёрдое основание с высоты 9 м, а также после воздействия на него температуры в 800 °C в течение 30 мин.
- Температура всех доступных поверхностей РИТЭГ не должна превышать 80 °С[25].

### Инциденты с РИТЭГ на территории СНГ
Источники данных — НКО «Беллона» и МАГАТЭ
| Дата           | Место                                                  | |
| -------------- | ------------------------------------------------------ | --- |
| 1983, март     | Мыс Нутэвги, Чукотка                                   | Сильное повреждение РИТЭГа по пути к месту установки. Факт аварии был скрыт персоналом, обнаружен комиссией Госатомнадзора в 1997 году. По состоянию на 2005 год данный РИТЭГ был заброшен и оставался на мысе Нутэвги. По состоянию на 2012 год все РИТЭГи из Чукотского автономного округа вывезены. |
| 1987           | Мыс Низкий, Сахалинская область                        | При транспортировке вертолёт уронил в Охотское море РИТЭГ типа ИЭУ-1, который принадлежал Министерству обороны СССР. По состоянию на 2013 поисковые работы, с перерывами, продолжаются. |
| 1997           | Душанбе, Таджикистан                                   | Три отслуживших свой срок РИТЭГа хранились неизвестными лицами в разобранном виде на угольном складе в центре Душанбе, вблизи был зарегистрирован повышенный гамма-фон. |
| 1997, август   | Мыс Марии, Сахалинская область                         | При транспортировке вертолёт уронил в Охотское море РИТЭГ типа ИЭУ-1 № 11 1995 года выпуска, который оставался на дне на глубине 25—30 м. Спустя 10 лет, 2 августа 2007 года РИТЭГ был поднят и отправлен на утилизацию. Произведён внешний осмотр и замеры радиоактивного излучения. Результаты внешнего осмотра показали, что защитный корпус не поврежден, специалисты РХБЗ СГ ВМР[расшифровать] сделали заключение: мощность гамма-излучения и отсутствие радиоактивного загрязнения соответствуют нормальной радиационной обстановке.. |
| 1998, июль     | Корсаковский порт, Сахалинская область                 | В пункте приема металлолома обнаружен в разобранном виде РИТЭГ, принадлежащий Минобороны РФ. |
| 1999           | Ленинградская область                                  | РИТЭГ разграблен охотниками за цветными металлами. Радиоактивный элемент (фон вблизи — 1000 Р/ч) был найден на автобусной остановке в Кингисеппе. |
| 2000           | Мыс Бараниха, Чукотка                                  | Естественный фон близ аппарата был превышен в несколько раз вследствие неисправности РИТЭГ. |
| 2001, май      | Кандалакшский залив, Мурманская область                | С маяков на острове похищены 3 радиоизотопных источника, которые были обнаружены и отправлены в Москву. |
| 2002, февраль  | Западная Грузия                                        | В районе села Лия местными жителями найдено два РИТЭГа, которые были ими использованы как источники тепла, а затем разобраны. В результате несколько человек получили высокие дозы облучения. |
| 2003           | Остров Нунэанган, Чукотка                              | Установлено, что внешнее излучение аппарата превышало допустимые пределы в 5 раз по причине недостатков в его конструкции. |
| 2003           | Остров Врангеля, Чукотка                               | Вследствие размыва берега установленный здесь РИТЭГ упал в море, где был замыт грунтом. В 2011 г. штормом выброшен на побережье. Радиационная защита аппарата не повреждена. В 2012 вывезен с территории Чукотского автономного округа. |
| 2003           | мыс Шалаурова Изба, Чукотка                            | Радиационный фон вблизи установки был превышен в 30 раз ввиду недостатка в конструкции РИТЭГ. |
| 2003, март     | Пихлисаар, Ленинградская область                       | РИТЭГ разграблен охотниками за цветными металлами. Радиоактивный элемент был выброшен на ледовое покрытие. Горячая капсула со стронцием-90, проплавив лёд, ушла на дно, фон вблизи составил 1000 Р/ч. Капсула была вскоре найдена в 200 м от маяка. |
| 2003, август   | Шмидтовский район, Чукотка                             | Инспекция не обнаружила РИТЭГ типа «Бета-М» № 57 в месте установки у реки Кывэквын; по официальной версии предполагалось, что РИТЭГ был замыт в песок в результате сильного шторма или что он был похищен. |
| 2003, сентябрь | Остров Голец, Белое море                               | Персонал Северного флота обнаружил хищение металла биологической защиты РИТЭГа на острове Голец. Была также взломана дверь в помещение маяка, где хранился один из наиболее мощных РИТЭГов с шестью элементами РИТ-90, которые украдены не были. |
| 2003, ноябрь   | Кольский залив, Оленья Губа и остров Южный Горячинский | Два РИТЭГа, принадлежащие Северному флоту, разграблены охотниками за цветными металлами, а их элементы РИТ-90 найдены неподалёку. |
| 2004           | Приозерск, Казахстан                                   | Чрезвычайная ситуация, произошедшая вследствие несанкционированной разборки шести РИТЭГов. |
| 2004, март     | с. Валентин, Приморский край                           | РИТЭГ, принадлежащий Тихоокеанскому флоту, найден разобранным, по-видимому, охотниками за цветными металлами. Радиоактивный элемент РИТ-90 обнаружен неподалёку. |
| Июль, 2004     | Норильск                                               | На территории воинской части было обнаружено три РИТЭГа, мощность дозы на расстоянии 1 м от которых в 155 раз превышала естественный фон. |
| Июль, 2004     | Мыс Наварин, Чукотка                                   | Механические повреждения корпуса РИТЭГа неизвестного происхождения, в результате чего произошла разгерметизация и часть радиоактивного топлива выпала наружу. Аварийный РИТЭГ вывезен на утилизацию в 2007 году, поражённые участки прилегающей территории были дезактивированы. |
| Сентябрь, 2004 | Земля Бунге, Якутия                                    | Аварийный сброс двух перевозимых РИТЭГов с вертолёта. В результате удара о землю целостность радиационной защиты корпусов была нарушена, мощность дозы гамма-излучения вблизи места падения составляла 4 мЗв/ч. |
| 2012           | Остров Лишний, Таймыр                                  | В месте установки РИТЭГа проекта «Гонг» обнаружены его обломки. Предполагается, что аппарат был смыт в море. |
| 8 августа 2019 | Полигон Нёнокса, Архангельская область                 | По заявлениям СМИ, ЧП, унесшее жизни пяти человек, произошло при полигонных испытаниях перспективного ускорителя — жидкостной реактивной двигательной установки, на борту которой были смонтированы радиоизотопные «батарейки». |